# Río Futa
El río Futa es un curso natural de agua que nace al noroeste de la ciudad de La Unión en la Región de Los Ríos y fluye hacia el noroeste hasta desembocar en el río Tornagaleones, casi en la desembocadura del río Valdivia.: 344 

## Caudal y régimen
El río Futa tiene una estación fluviométrica en Tres Chiflones cuyas mediciones muestran un caudal con un régimen claramente pluvial con un caudal máximo de aproximadamente 60 m³/s entre los meses de junio y julio.: 29 

## Historia
Francisco Solano Asta-Buruaga y Cienfuegos escribió en 1899 en su obra póstuma Diccionario Geográfico de la República de Chile sobre el río:
Futa (Río de).-—Proviene de la parte sur del departamento de Valdivia y norte del de la Unión. Nace en la parte montuosa de la sección al NO. de la capital de este último, y corre hacia el N. por Tregua, Chámil, Futa y otros parajes por un cauce entre alta y selvosa serranía, yendo á descargar en la margen sur del Torno de los Galeones por los 39º 55' Lat. y 73° 17' Lon. Su curso es de unos 60 kilómetros, algo pando y ligeramente tortuoso. Es navegable por lanchas desde su término hasta Chámil ó por unos 30 kilómetros de su extensión inferior, pudiendo las embarcaciones que lo cursan comunicarse con la ciudad de Valdivia y el puerto de Corral. El nombre es vuta de pronunciación alterada, cosa grande. Primitivamente fué llamado río Tenguelén, de tanglen, dice el Padre Rosales, «que quiere decir troncos secos, por los muchos que hay á las orillas».
Luis Risopatrón lo describe en su Diccionario Jeográfico de Chile (1924):: 344 
Futa (Río). Es pobre de agua, tiene su orijen en las selvas verdosas de San Juan i corre mui serpenteado hácia el N, perfectamente encajonado, con un ancho medio de 15 m; recibe en su trayecto numerosos tributarios, tiene dos pequeñas cascadas cuya altura total se estima en 6 a 7 m, un poco al S de Chámil, donde su lecho está constreñido por las faldas de los cerros i cubierto de palizadas. Hasta este punto puede ser navegado por embarcaciones de hasta 6 decímetros de calado; está sujeto a la influencia de las mareas hasta 44 kilómetros de la costa las que levantan el agua 4,5 m i aun 8 m durante las avenidas del invierno que son mui rápidas i se verifican en pocas horas después de las lluvias, arrastrando grandes palos. En el Chiflón Grande, que queda a 1 km más abajo del lugarejo de Futa, el ancho del río se restrinje a 9 m solamente, tiene una pendiente de 2,5% i una velocidad que no baja de 15 km por hora, sigue después con 20 a 35 m de ancho entre riberas bordeadas por espesos bosques entre los cuales se notan de vez en cuando ribazos terrosos cortados a pique. Se ensancha más aún hácia abajo de la desembocadura del estero Pichi, se hace profundo, oculta las palizadas i ofrece corrientes moderadas, de 1 km por hora con la marea creciente i 2 a 3 km por hora con la vaciante i concluye por vaciarse en la márjen S del río Tornagaleones, en las Tres Bocas. (A veces llamado Tenguelén y Tenguilén).